# Paul Scherrer

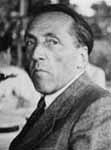
Paul Scherrer

Paul Scherrer (Sankt Gallen, 3 februari 1890 – Zürich, 25 september 1969) was een Zwitsers natuurkundige.
Scherrer studeerde eerst plantkunde aan de Eidgenössische Technische Hochschule, maar schakelde dan over naar natuurkunde en wiskunde. In 1912 ging hij naar Königsberg en dan naar Universiteit van Göttingen. Hij ontwikkelde in 1916 samen met Peter Debye de Debye-Scherrermethode. Hij haalde zijn doctorstitel met Debye als promotor op het magneto-optisch effect Faraday-effect in waterstofgas. In 1918 werd hij professor in Göttingen, in 1920 professor in proefondervindelijke natuurkunde aan de ETH Zürich en vanaf 1927 hoofd van de afdeling daar. Vanaf 1930 hield hij zich bezig met kernfysica. Na de Tweede Wereldoorlog was hij een van de oprichters van CERN in Genève. Het Paul Scherrer Instituut is naar hem genoemd.